# Multipurpose Internet Mail Extensions
MIME, plným názvem Multipurpose Internet Mail Extensions („víceúčelová rozšíření internetové pošty“), je internetový standard, který umožňuje přenášet texty v různých kódováních, binární data a vícedílné zprávy (např. opatřené elektronickým podpisem) skrze kanály původně navrženými pouze pro přenos textových zpráv v kódování ASCII. Standard vyvinutý pro elektronickou poštu používají i další aplikační protokoly (např. HTTP). Standard MIME je definován šesti dokumenty: RFC 2045, RFC 2046, RFC 2047, RFC 4288, RFC 4289 a RFC 2049.

## Charakteristika
Původní standard internetové elektronické pošty (RFC822 z roku 1982 a jeho předchůdci ze 70. let 20. století) dovoloval pouze přenos textových zpráv tvořených relativně krátkými řádky v kódování ASCII. Proto nebylo dlouho možné používat v elektronické poště znaky s diakritikou ani posílat zprávy s přílohami. Částečným řešením bylo například použití uuencodingu nebo jiných metod, avšak citelně scházela celosvětová standardizace.
Rozšíření MIME představená v roce 1992 rozšiřují použití e-mailu o tyto možnosti:
- podpora jiných kódování textu než US-ASCII
- podpora přenosu binárních dat
- podpora příloh (obrázky, zvuky, filmy, programy a podobně) a vícedílných zpráv
- informace v hlavičkách v jiných kódováních než ASCII

Formát e-mailu s použitím MIME je definován v RFC 5322 (dříve RFC2822). Tento standard specifikuje formátování hlaviček, těla e-mailu a pravidla pro běžně používané hlavičky jako To: (Komu:), Subject: (Předmět:), From: (Od:) a Date: (Datum:).
MIME definuje sadu hlaviček pro specifikaci doplňkových atributů zprávy obsahující "content-type" a definuje sadu "transfer-encoding", která může být použita pro reprezentaci 8bitových binárních dat pomocí textu v 7bitovém kódování ASCII.

## MIME hlavička

### MIME-Version
Přítomnost této hlavičky značí, že zpráva je formátována podle MIME, a udává verzi MIME. Jediná dosud definovaná hodnota je „1.0“:
```
MIME-Version: 1.0
```

### Content-Type
Tato hlavička určuje typ internetového média (text, audio, video,…) obsaženého v těle zprávy. Skládá se z typu a podtypu a popřípadě doplňkové informace uvedené za středníkem (parametr). Informuje příjemce o obsahu zprávy.
Typ - definuje o jaký typ souboru se jedná (text, obrázek, video, zvuk,…)
Podtyp - definuje formát souboru
Doplňkové informace - např. parametr udávající hodnotu
```
Content-Type: image/jpeg; parametr1=hodnota;
```

### Content-Transfer-Encoding
Udává, v jaké reprezentaci jsou přenášena data v těle zprávy, aby vyhovovala možnostem přenosového kanálu:
7bit
Textové soubory obsahující pouze krátké řádky v kódování ASCII lze přenášet i sedmibitovými kanály „tak jak jsou“ s uvedením tohoto přenosového kódování.
8bit
Textové soubory s krátkými řádky v jiném kódování než ASCII lze přenášet osmibitovými kanály s uvedením tohoto přenosového kódování.
binary
Přenosové kódování pro přenos libovolných dat (dlouhé řádky, možnost ne-ASCII znaků) kanály, které to umožňují.
quoted-printable
Určené pro přenos textových souborů, které obsahují i nevelký podíl ne-ASCII znaků a mohou obsahovat dlouhé řádky, sedmibitovými kanály; není příliš efektivní (každý ne-ASCII znak je zakódován 3 znaky).
base64
Určené pro přenos libovolných dat sedmibitovými kanály; kóduje libovolná data pomocí ASCII textu; reprezentuje 3 oktety dat pomocí 4 ASCII znaků.
Příklad kombinace hlaviček pro přenos českého textu v kódování ISO-8859-2 (mělo by se raději používat UTF-8) sedmibitovým kanálem:
```
Content-Type: text/plain; charset=ISO-8859-2
Content-Transfer-Encoding: quoted-printable
```

### Content-ID
Označuje identifikátor v hlavičce pro jednoznačnou identifikaci zprávy. Slouží k vytvoření odkazu z jedné zprávy na druhou.
```
message/external-body
```

### Content-Description
Obsahuje popis informace o přenášené zprávě, např. název obrázku, který je ke zprávě přiložen. Popisuje se v us-ASCII.
```
Content-Description: "popis obrazku"
```

### Syntaxe Encoded-word
Počínaje RFC 2822 musí být jména hlaviček i jejich hodnoty zapsány pouze pomocí ASCII znaků. Vybraná pole mohou obsahovat informace v jiném kódování; tyto informace však musí být zakódovány pomocí "Encoded-word" syntaxe jako ASCII řetězec tvaru
```
=?charset?encoding?encoded text?=
```

- charset udává znakové kódování původního textu
- encoding může být Q pro (mírně upravené) kódování quoted-printable, nebo B pro kódování base64
- encoded text je přenášený text zakódovaný do podoby ASCII řetězce neobsahujícího znaky otazník ani mezery

Například text Přihláška do soutěže vyjádřený v kódování UTF-8 může být zakódován jako =?UTF-8?Q?P=C5=99ihl=C3=A1=C5=A1ka_do_sout=C4=9B=C5=BEe?=nebo =?UTF-8?B?UMWZaWhsw6HFoWthIGRvIHNvdXTEm8W+ZQ=?=.

## Vícedílné zprávy
Vícedílné zprávy (MIME multipart) v hlavičce Content-Type definují oddělovač (boundary). Oddělovač je umístěn mezi částmi zprávy a na začátku a konci těla zprávy, zde je příklad:
```
MIME-version: 1.0
Content-type: multipart/mixed; boundary="frontier"

--frontier

Content-type: text/plain

This is the body of the message. 
--frontier

Content-type: application/octet-stream
Content-transfer-encoding: base64

PGh0bWw+CiAgPGhlYWQ+CiAgPC9oZWFkPgogIDxib2R5PgogICAgPHA+VGhpcyBpcyB0aGUg
Ym9keSBvZiB0aGUgbWVzc2FnZS48L3A+CiAgPC9ib2R5Pgo8L2h0bWw+Cg==
--frontier--

```

Každá část se skládá ze své vlastní hlavičky a těla. Multipart bloky jako celek nemají definované kódování, takže pokud nepracujeme s ASCII, je třeba použít syntaxi „encoded-word“; těla jednotlivých částí zprávy mohou použít znakovou sadu náležící do jejich "content-typu".

### Podtypy vícedílných zpráv
MIME standard definuje různé podtypy vícedílných zpráv (multipart), které specifikují druh jednotlivých částí zpráv. Podtyp je definován v „content-type“ hlavičce celé zprávy. Například multipart zpráva používající podtyp „digest“ by byla v hlavičce zapsána jako „multipart/digest“.
Standardně používané jsou podtypy mixed a digest, ostatní jsou volitelné.
Seznam nejvíce používaných subtypů:

#### Mixed
„Multipart/mixed“ slouží pro přenos částí, které spolu nesouvisí. Používá se pokud jsou jednotlivé části těla zprávy odlišné a je třeba je uspořádat. Pokud se odesílají např. obrázky, většina e-mailových klientů zobrazí tyto hlavičky jako vkládané (inline).

#### Related
„Multipart/related“ slouží pro přenos celku, který se skládá z více částí – například HTML stránka a vložené obrázky.

#### Message
Část typu Message/rfc822 obsahuje kompletní e-mail včetně hlaviček.

#### Alternative
Podtyp „multipart/alternative“ znamená, že každá část je alternativní verze stejného (nebo podobného) obsahu, každá v jiném formátu označená svou hlavičkou. Systém si může ze všech reprezentací vybrat jednu, která je nejvhodnější pro zobrazení zprávy.
Běžně je „multipart/alternative“ užíván pro e-mail složený ze dvou částí, jedna je prostý text (text/plain) a druhá HTML (text/html). Část s prostým textem dovoluje čtení i v nejjednodušších klientských programech, zatímco HTML část umožňuje formátování a vytvoření odkazů. Většina e-mailových klientů nabízí volbu, zda prostý text preferovat před HTML. Toto je příklad toho, jak lokální faktory mohou ovlivnit „počínání“ aplikace, která část zprávy je „nejlepší“ pro zobrazení. Zde je pro ilustraci příklad:
```
From: Jan Novák <jan.novak@seznam.cz>
To: Alois Starý <a.stary@ibm.com>
Subject: Formatted text mail
MIME-Version: 1.0
Content-Type: multipart/alternative; boundary=boundary42

--boundary42

Content-Type: text/plain; charset=us-ascii

--boundary42

Content-Type: text/x-whatever

--boundary42
 
Content-Type: text/richtext

--boundary42--

```

Systém uživatele si v tomto příkladu nejvíce "rozumí" s formátem text/richtext, který je první v pořadí relevantnosti (poslední vypisovaný formát je nejlepší) a proto jej využije, jiný systém si však může vybrat i z nabídky druhých dvou formátů.

#### Signed
„multipart/signed“ je využíván k přiložení digitálního podpisu do zprávy. Zpráva bude mít dvě části; v první je text zprávy, ve druhé jeho digitální podpis.

#### Encrypted
„multipart/encrypted“ slouží k šifrování zprávy a má dvě části. První obsahuje informace potřebné k dekódování, druhá část jsou vlastní zakódované informace. Nejběžnějšími typy jsou „application/pgp-encrypted“ a „application/pkcd7-mime“.

#### MIME RFC
RFC 1426SMTP Service Extension for 8bit-MIMEtransport. J. Klensin, N. Freed, M. Rose, E. Stefferud, D. Crocker. únor 1993.
RFC 1847Security Multiparts for MIME: Multipart/Signed and Multipart/Encrypted
RFC 3156MIME Security with OpenPGP
RFC 2045MIME Part One: Format of Internet Message Bodies.
RFC 2046MIME Part Two: Media Types. N. Freed, Nathaniel Borenstein. listopad 1996.
RFC 2047MIME Part Three: Message Header Extensions for Non-ASCII Text. Keith Moore. listopad 1996.
RFC 4288MIME Part Four: Media Type Specifications and Registration Procedures.
RFC 4289MIME Part Four: Registration Procedures. N. Freed, J. Klensin. prosinec 2005.
RFC 2049MIME Part Five: Conformance Criteria and Examples. N. Freed, N. Borenstein. listopad 1996.
RFC 2183Communicating Presentation Information in Internet Messages: The Content-Disposition Header. Troost, R., Dorner, S. and K. Moore. srpen 1997.
RFC 2231MIME Parameter Value and Encoded Word Extensions: Character Sets, Languages, and Continuations. N. Freed, K. Moore. listopad 1997.
RFC 2387The MIME Multipart/Related Content-type
RFC 1521Mechanisms for Specifying and Describing the Format of Internet Message Bodies